# هاتون پوکارا
هاتون پوکارا (به اسپانیایی: Hatun Pukara) یک کوه در پرو است که در Peru, Cusco Region واقع شده‌است. هاتون پوکارا ۴٬۰۰۰ متر بالاتر از سطح دریا واقع شده‌است.